# Metazygia gregalis
Metazygia gregalis är en spindelart som först beskrevs av O. Pickard-Cambridge 1889.  Metazygia gregalis ingår i släktet Metazygia och familjen hjulspindlar. Inga underarter finns listade i Catalogue of Life.